# ديارا تراوري
ديارا تراوري (1935 - 8 يوليو 1985) جندي وسياسي غيني. شغل منصب رئيس وزراء غينيا لفترة وجيزة في عام 1984 كعضو في المجلس العسكري بقيادة لانسانا كونتي. في عام 1985، بعد محاولة انقلاب ضده، قام كونتي بإعدام تراوري.

## السيرة
تلقى تراوري تدريبه العسكري في المدرسة الفرنسية في فريجوس. بعد أن حصلت غينيا على استقلالها في عام 1958، كُلّف أولاً بقيادة الحامية في كوندارا، ثم منطقة فوتا جالون. ومع ذلك، لم يثق به الرئيس أحمد سيكو توري، لذلك سُرح من الجيش.
أصبح تراوري حاكمًا إقليميًا، حيث نُقل بانتظام إلى مناصب مختلفة. في أواخر السبعينيات، انضم إلى الحزب الديمقراطي في غينيا.
عند وفاة أحمد سيكو توري في مارس 1984، في 3 أبريل، دعم تراوري انقلابًا بقيادة المقدم لانسانا كونتي. أطاح الانقلاب بالرئيس المؤقت لويس لانسانا بيافوغي وحزب الشعب الديمقراطي. جعل كونتي نفسه رئيسًا وعين تراوري رئيسًا للوزراء. كحكم كونتي وتراوري وآخرون بصفتهم المجلس العسكري - اللجنة العسكرية للإنعاش الوطني (CMRN).
لكن بعد بضعة أشهر، خفض كونتي رتبة تراوري إلى منصب وزير الدولة لشؤون التعليم الوطني. في 4 يوليو 1985، حاول تراوري الإطاحة بكونتي، الذي كان يحضر قمة في توغو، ولكن سرعان ما أحبطته القوات الموالية. اختبأ تراوري، لكن قوات كونتي ألقت القبض عليه بسرعة وعرضته على شاشة التلفزيون وهو يتعرض لاعتداء وحشي. أُعدم تراوري ونحو مائة من العسكريين الآخرين، العديد منهم أيضًا من الشعب الماندينغي